# HD 28185 b
HD 28185 b is een exoplaneet die draait om de ster HD 28185, 128 lichtjaar van de aarde vandaan. De planeet heeft een 5,7 keer zo grote massa als Jupiter en is dus een gasreus. 

## Leven
De planeet bevindt zich midden in de bewoonbare zone, op een afstand van 1,03 AE van zijn moederster. Nu is er op deze planeet zeer waarschijnlijk geen leven mogelijk, maar aangezien de planeet immens is, heeft deze waarschijnlijk een enorm manenstelsel. Daaronder zouden manen ter grootte van de Aarde tussen kunnen zitten. Indien dat het geval is, bevindt zich op die maan (manen) waarschijnlijk vloeibaar water. Daar is zodoende leven niet uitgesloten.